# Ptychotis foeniculifolia
Ptychotis foeniculifolia är en flockblommig växtart som beskrevs av Ernst Gottlieb von Steudel. Ptychotis foeniculifolia ingår i släktet Ptychotis och familjen flockblommiga växter. Inga underarter finns listade i Catalogue of Life.